# 334 ق م
334 ق م أو 334 قبل الميلاد هي سنة من العقد 33 ق م في التقويم اليولياني البروليبتي (التقويم الميلادي). تسبقها سنة 335 ق م وتليها سنة 333 ق م.

## أحداث
- حصار هاليكارناسوس
- معركة الغرانيكوس

## مواليد
- زينون الرواقي

## كتب
- Yves Denis Papin (1998). Chronologie de l'histoire ancienne. Lieu de publication non identifié: Éditions Jean-paul Gisserot. ISBN:2-87747-346-5. OCLC:40746926. مؤرشف من الأصل في 2022-03-16.
- أحمد محمد عوف (2000)، موسوعة حضارة العالم، QID:Q12246226

## وصلات خارجية
- صفحة السنة على موقع onthisday.com
- سنة 334 ق م على موقع المكتبة الوطنية الفرنسية